# Cefalea asociada a la actividad sexual
La cefalea asociada a la actividad sexual es un tipo específico de dolor de cabeza que tiene lugar durante las relaciones sexuales o la masturbación. En la clasificación que realiza  la Sociedad Internacional de Cefaleas se incluye en el apartado 4, dentro de las cefaleas primarias,  junto a la cefalea desencadenada por el ejercicio físico, la cefalea benigna por tos y la cefalea hípnica.
Puede ser de dos tipos: preorgásmica y orgásmica. Afecta aproximadamente al 1% de la población en algún momento de su vida, es más frecuente en hombres que en mujeres. El dolor tiene una duración muy variable que oscila entre 1 minuto y 3 horas. En ocasiones va seguido por una sensación de malestar y dolorimiento leve que desaparece antes de 12 horas.  Se ha comprobado que el 50% de los pacientes que presentan este tipo de cefalea sufren también periódicamente crisis de migraña.
La cefalea asociada a la actividad sexual suele preocupar mucho a las personas afectadas, sin embargo se trata de un cuadro benigno, el pronóstico es bueno, no tiene ningún tipo de repercusión y cede sin secuelas. No obstante cuando se produce un dolor de cabeza repentino y grave durante el orgasmo, sobre todo si no existen antecedentes de episodios similares, es preciso descartar la existencia de una hemorragia subaracnoidea, proceso que sí es grave, pero que se clasificaría como cefalea secundaria de causa vascular y no como cefalea asociada a la actividad sexual.